# 黄射
| 姓名           | 黄射     |
| 時代           | 後漢時代 |
| 生没年         | 〔不詳〕 |
| 字・別号       | 〔不詳〕 |
| 本貫・出身地等 | 〔不詳〕 |
| 職官           | 章陵太守 |
| 爵位・号等     | -        |
| 陣営・所属等   | 劉表     |
| 家族・一族     | 父：黄祖 |

黄 射（こう えき、生没年不詳）は、中国後漢時代末期の武将、政治家。父は黄祖。

## 事跡
劉表配下。
建安4年（199年）当時、黄射は章陵太守の地位にあった。そのため黄祖・黄射は父子で同時期に、荊州内2郡の太守を務めていたことになる。
同年、廬江の劉勲は孫策に攻められ、西塞山中の流沂城に逃げ込むと、黄祖に救援を求めてきた。父は、黄射に水軍5千人を率いさせて援軍に差し向けた。しかし、到着前に劉勲が孫策に撃破され、曹操を頼って逃亡したため、黄射は退却した。孫策はそのまま夏口まで攻め寄せて黄祖軍を破り、黄祖の妻子である男女7人を捕虜とした。ただ、その後も黄射は活動しているため、捕虜とされた男女の中に黄射が含まれていた可能性は低い。
建安6年（201年）以降になると、黄射は数千の軍勢を率いて柴桑県を攻撃したが、孫権軍の徐盛に僅か200人の兵で迎撃された。黄射はこの戦いで大敗、二度と柴桑に攻め寄せることは無かった。
建安13年（208年）、ついに黄祖は孫権に攻め滅ぼされた。しかし黄射の生死・行方は不明である。　
一方で、黄射は禰衡の友人であり、禰衡を父に紹介している。当初は父も禰衡を高く評価していたが、その不遜な言動に耐えられなくなり、ついにこれを処刑した。この時、黄射は処刑を止めさせようとしたが、その場に居合わせていなかったため間に合わなかった。黄祖も後悔し、禰衡を手厚く葬ったという。
なお、小説『三国志演義』には登場しない。